# パリ条約 (1796年5月)
パリ条約（パリじょうやく、英語: Treaty of Paris）は1796年5月15日にパリで締結された、第一次対仏大同盟におけるフランス総裁政府とサルデーニャ王国の間の講和条約。

## 締結まで
1792年、フランス共和国の革命政府はサヴォワを84番目の県モンブラン県として併合した。同年9月21日の夜、モンテスキュー将軍率いるフランス軍はサヴォイア公領に奇襲攻撃をしかけた（サヴォイア公は当時サルデーニャ王が兼任した）。シャンベリにいたサルデーニャ王ヴィットーリオ・アメデーオ3世は軍、数多くの官僚と聖職者とともにアルプス山脈を越えてピエモンテへ逃げた。これによりフランスとサルデーニャの間で戦争が勃発した。
4年間の戦争の後、ナポレオン・ボナパルト率いるフランス軍は1796年4月12日のモンテノッテの戦い、4月21日のモンドヴィの戦いで勝利、ヴィットーリオ・アメデーオ3世はケラスコ停戦協定の締結を余儀なくされて第一次対仏大同盟から脱落した。その2週間後、パリ条約が締結された。

## 内容
その2週間後に締結されたパリ条約において、ヴィットーリオ・アメデーオ3世は対仏大同盟を否定し（第2条）、フランス共和国を承認、サヴォワとニース、タンド、ブイユをフランスに割譲した（第3条）。第4条はフランスとサルデーニャ王国の国境を定め、第5条はフランスからの亡命者のサルデーニャ王国からの強制退去を定めた。第12から15条はフランスが占有する要塞とアルプス山脈にの通り道と砲台を定めた。第17条はサルデーニャ領のうちフランスとイタリアの残りの部分の間の地域におけるフランス軍の自由通過を定めた。ヴィットーリオ・アメデーオ3世は条約締結の数か月後に死去した。

## その後
サルデーニャ王国は条約を承認せず、1814年のパリ条約でサヴォワまでの領地を回復、1815年のパリ条約で全ての領地を回復した。